# أشباح أم علي (مسرحية)
أشباح أم علي مسرحية رعب كوميدية كويتية من تأليف وإخراج عادل المسلم. عرضت في الكويت على مسرح سينما غرناطة وفي قطر على مسرح سينما الدوحة وفي السعودية على مسرح مركز الملك فهد الثقافي الرياض.

## ادوار البطولة

### عرض الكويت
- إنتصار الشراح بدور أم علي
- عبد الرحمن العقل بدور الضابط
- ولد الديرة بدور الملازم
- هند البلوشي بدور العشيقة
- سعيد الملا بدور مساعدة أم علي
- عبد الرزاق خلف بدور صاحب ألمنزل
- محمد الشعيبي بدور العشيق
- بدر الشعيبي

### عرض قطر
- انتصار الشراح بدور ام علي
- جمال الردهان بدور الضابط
- عادل المسلم بدور الملازم
- باسمة حمادة بدور العشيقة
- أحمد إيراج بدور العشيق
- عبد العزيز عادل المسلم بدور مساعد ام علي

### عرض السعودية
- محمد العجيمي بدور أبو علي
- جمال الردهان بدور الضابط
- عبدالامام عبد الله بدور الدلال
- خالد البريكي بدور مساعد أبو علي
- أبو رزيقة بدور صاحب المنزل
- عادل المسلم بدور زقيق